# Tömegtermelés

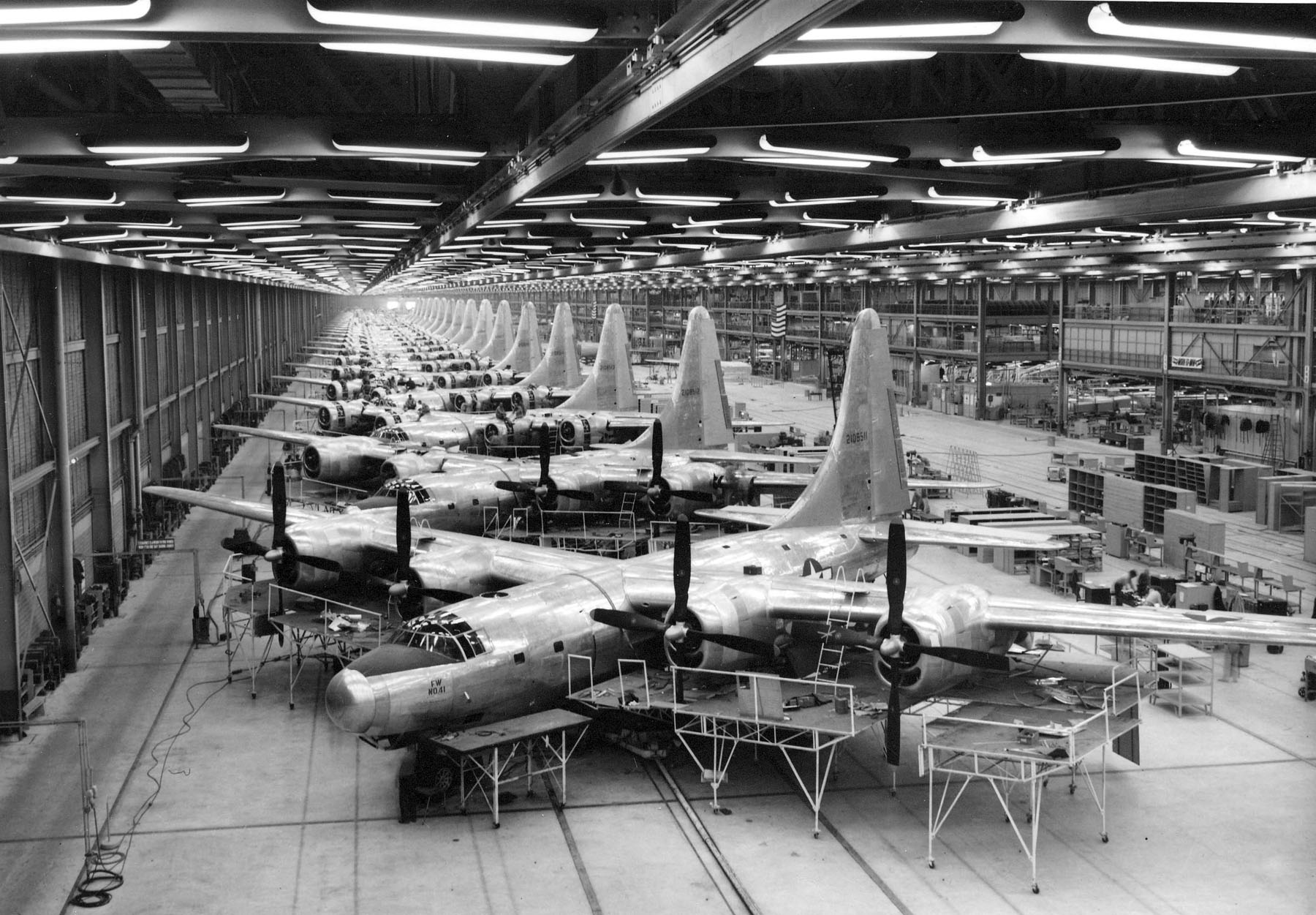
Tömegtermelésben készülő repülőgépek az Aircraft Plant No. 4 (Fort Worth, Texas) melletti üzemben.

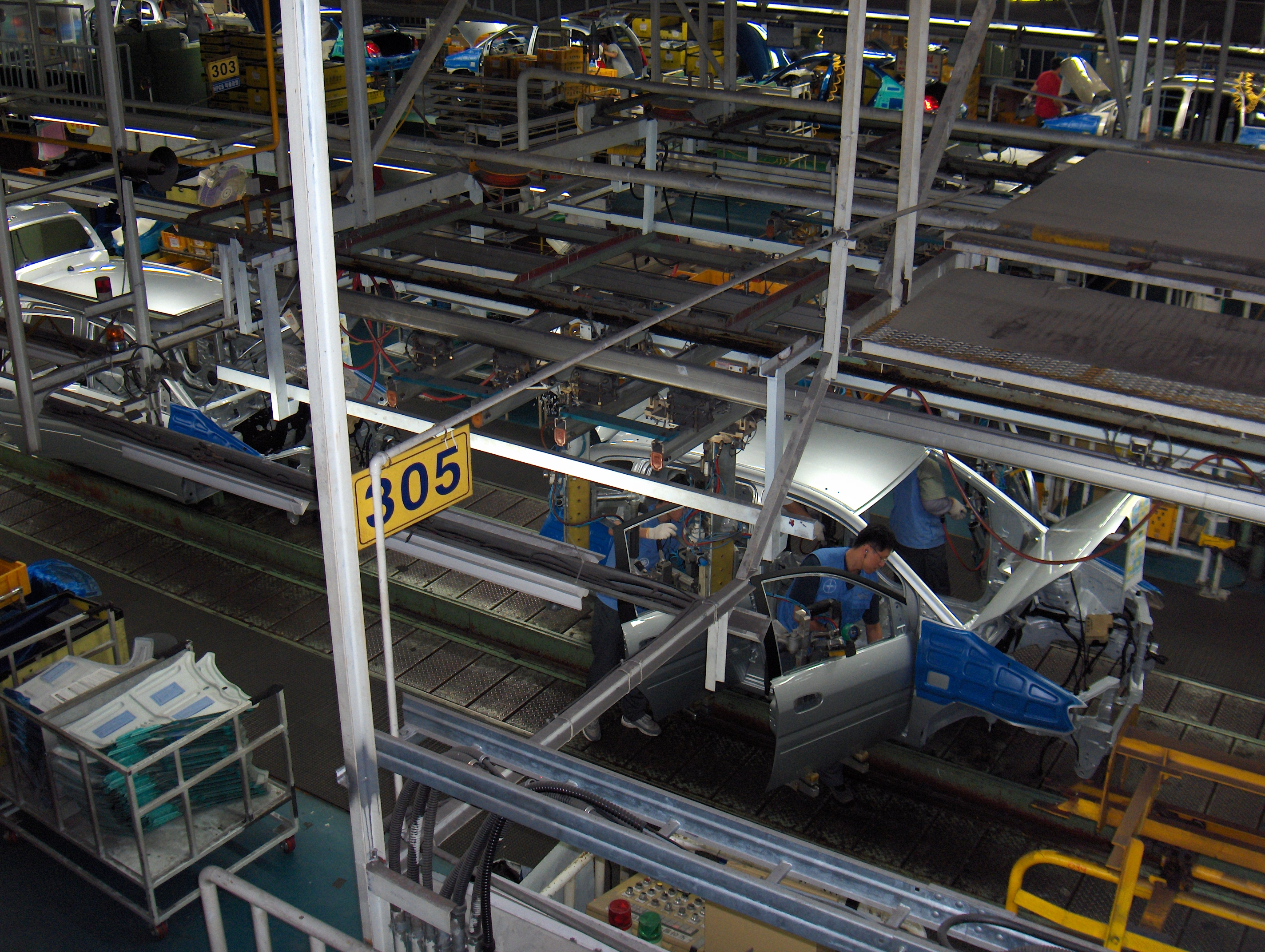
Egy modern autógyártósor.

Tömegtermelés vagy tömeggyártás a termékek szabványosított eljárásokon alapuló, nagy tételekben és viszonylag hosszú időn át történő előállítása, leggyakrabban gyártósorok által. A tömegtermelés sajátossága a szerszámgépek, gyártócellák és logisztikai ellátórendszerek nagyfokú automatizáltsága.
A gyártási műveletek gyakorlatilag állandóak, így érdemes kidolgozni részletes terveket és technológiai utasításokat valamennyi műveletre. A gépelrendezés az alkatrészfolyam irányát követi, és a gyártósoroknál és szerelőszalagoknál dolgozók munkája nem kíván magas kvalifikációt, elég a gépek kezelésére betanítani őket, alacsony szakképzettségű vagy betanított munkaerővel lehet dolgozni.
A felhasznált speciális anyagokat érdemes kizárólagos gyártóktól beszerezni. A műszaki norma szabatosan meghatározott, optimális technológiai paraméterekkel.
A tömegtermelés elve rendkívül sok termék gyártásánál alkalmazott módszer, kezdve a folyékony közegektől és ömlesztett anyagoktól (mint pl. étel, tüzelőanyag, ásványi anyagok) az egészen nagy, szilárd testek előállításáig (pl háztartási készülékek és gépjárművek).
A tömegtermelés egy összetett folyamat, azonban mindenképpen megkülönböztetendő a kézimunkától és az ipari forradalom előtti  manufaktúráktól. Ugyan már az ipari forradalom előtt is voltak termékek, amelyeket a tömegtermelés elvei alapján készítettek, valójában azonban a széles körű alkalmazása a 19. század végére tehető, ekkor a modern fejlett társadalmak gazdasági hajtómotorjává vált.

## Áttekintés
A tömegtermelés lehetővé tette a vállalatoknak, hogy az azonos termékeket nagyon gyorsan nagy tételben előállíthassák. A gyártósor összeszerelési technikái által pedig a félkész termékek munkástól munkásig áramlottak. Minden munkás a teljes folyamat csupán egy részfolyamatát végezte el a gyártásnak, ahelyett, hogy egyetlen dolgozó végezte volna az előállítást a folyamat kezdetétől a végéig.
A tömegtermelés magával vonta a nyersanyagok illetve a félkésztermékek áramlásának fejlődését. Egy gyártósor nehezen képzelhető el folyadék- és gázszállító csövek vagy csavaradagolók nélkül. A kőolaj-finomítás és ömlesztett termékek előállítása pedig akár teljesen automatizált is lehet folyamatszabályozás által. A folyamatszabályozás különböző mérőberendezéseket használ a mérendő jellemzők megállapítására (pl. hőmérséklet, nyomás, térfogat), mely által visszajelzést kap a rendszer az adott állapotról.
Az olyan ömlesztett termékek, mint a szén, ércek, gabona stb. szállítása szíj-, lánc-, léc-, pneumatikus hajtás vagy szállítócsiga segítségével megoldott. A mozgatásba bekapcsolódhat serleges felvonó és mozgó jármű is (pl. markoló). A raklapra szerelt termékek mozgatása targoncával történik. A súlyos termékek (papírtekercsek, acéltekercsek, nehéz gépszerkezetek) szállítása elektromos futódaruval történik, ezeket gyakran nevezik híddarunak is, mivel fesztávjuk átíveli az egész gyárat.
A tömegtermelés tőkeigényes és energiaigényes folyamat, a munkások számához viszonyítva magas fokú gépesítés jellemzi. A folyamat általában nagy arányban automatizált, miközben az egy egységre eső gyártási költség alacsonyan marad. Azonban a tömegtermeléshez elengedhetetlen gyártósorok és azok összetevői (robotok és mechanikus sajtók) ára magas, ezért a befektetőknek tisztában kell lenniük a termék által jövőben szolgáltatott profit mértékével és megtérülésének kockázatával.
"A szerszám tartalmazza a képességet"; ez a mondat a tömegtermelés egyik kiváló leírása, amely kifejezi, hogy a munkásnak nem szükséges szakképzettnek lennie a különféle eszközök használatához. A 19. és a 20. század elején ezt úgy fejezték ki, hogy "A szaktudás a munkaasztalban van" (azaz nem a munkás képzése által). Ahelyett, hogy egy szakképzett munkás megmérje a termék összes alkatrészének minden méretét, majd összehasonlítsa az eredeti tervekkel, hogy egyeznek-e, ellenőrző sablonokat hoztak létre, így biztosítva a megfelelő egyezőséget. Mivel az összes elkészült alkatrész azonnal leellenőrzött, az összeszerelés fázisában a többi alkatrésszel való kapcsolódáskor nem léphetnek fel hibák, így nem kell időt fordítani az újabb hibakeresésekre. Később, a számítógépes irányítás megjelenésével (például CNC ) a sablonok szükségtelenné váltak, azonban továbbra is igaz maradt, hogy a szaktudást (folyamatot, eljárást vagy leírást) maga a szerszám tartalmazta, nem a munkás ismeretei. Ez a speciális tőke mindenhol elvárt a tömegtermelés területén, az összes munkaállomáson, legyen szó CNC megmunkálócelláról vagy hegesztőrobotról, különböző, finomhangolt beállításokra van szükség az eredményes munkavégzéshez.

## Történelem

### Korai előzmények
Kínában már a Hadakozó fejedelemségek korában (i. e. 403-221) tömegesen gyártottak bronzból számszeríjakat. Qin állam győzelme részben annak köszönhető, hogy nagy seregeket szerelt fel olyan számszeríjakkal, melyek kifinomult, könnyen cserélhető ravaszmechanizmussal rendelkeztek. A punok számára pedig sorozatgyártásban készült gályáik tették lehetővé, hogy hatékonyan ellenőrizzék a Földközi-tenger partvidékét. Velence évszázadokkal később szintén sorozatgyártásban készített hajókat, melyek előregyártott és összeszerelősorokon összeszerelt alkatrészekből álltak. A velencei arzenál képes volt naponta egy hajót legyártani, ami a maga korában egyedülálló volt, a létesítmény 16.000 főt foglalkoztatott. A sorozatgyártás a könyvkiadásban is mindennapossá vált, miután Johannes Gutenberg kézisajtójával a 15. század közepén megalkotta a modern a könyvnyomtatás alapjait.
Az ipari forradalom idején egyszerű sorozatgyártási technikát alkalmaztak az angol Portsmouth Block Mills gyárban, amely a Napóleoni háborúk alatt hajócsigasorokat gyártott a Brit Királyi Haditengerészet (Royal Navy) számára. Habár a Krími háború John Penn által tervezett ágyúnaszádjait csak kis sorozatban gyártották, összeszerelése kiváló példa a sorozatgyártási folyamatok első alkalmazására a hajóiparban. Egy admirális megrendelésére Penn 90 db magas nyomású, forradalmian új típusú gőzgépet tervezett hajók meghajtására, majd a teljes megrendelést 90 napon belül leszállította. Ezenkívül már Whitworth szabványt alkalmazott a furatok méretezésénél. A 18. században a technikák azonban inkább kis szériás gyártásban terjedtek el (órák, karórák, kézifegyverek) és az alkatrészek általában nem voltak cserélhetőek.

### A gépek kora
A tömegtermelés világméretű elterjedésének előfeltétele volt a szabványosított alkatrészek és szerszámgépek bevezetése, illetve a szükséges energia előteremtése, elsősorban elektromosság formájában.
A 20. századi szervezeti menedzsment is fejlődésnek indult ezzel egy időben. A tudományos menedzsment, más néven Taylorizmus területén jó néhány mérnök tevékenykedett, közülük legismertebb Frederick Winslow Taylor, akinek a munkássága később nagy hatással volt a következő interdiszciplináris területekre: üzemmérnök, gyártómérnök, operációkutatás és vezetési tanácsadás. Habár Henry Ford alapította a Henry Ford Companyt, nem egészen egy év múlva elhagyta a céget, amely később Cadillac néven futott tovább és megnyerte a híres Dewar kupát szabványosított, sorozatgyártott, precíziós motoralkatrészek forradalmi újításáért. Bár Henry Ford elvétette a célt, mert a Taylorizmus elveit kevésbé vette figyelembe első vállalkozásánál, azonban az 1903-ban megalapított Ford Motor Company már átütő sikert hozott számára. A Ford vezetősége rendkívül sok időt és tanulmányt szánt üzemének gépesítésére és kiemelt figyelmet fordított a munkások által végzett műveletek szabványosítására és csökkentésére. A Ford és Taylor közötti jelentős különbség valójában abban mutatkozott meg, hogy míg Taylor a munkás hatékonyságára összpontosított, Ford a munkaerő helyettesítése végett minél több gépet szerzett be, ezeket logikusan rendezte gyártósorba, és ahol lehetséges volt, csökkentette a kézimunkát.
Az Egyesült Államok Hadügyminisztériuma támogatta a fegyveralkatrészek gyors kicserélhetőségének fejlesztését a nagy fegyvergyárakban (Springfield, Harpers Ferry), amely célját az 1850-es évek elejére teljesítette is. Ebben az időszakban terjedtek el a szerszámgépek, melyeknek fejlesztése nagymértékben a fegyverraktárak által történt.